# Andy Graver
Andy Graver, all'anagrafe Andrew Martin Graver (Craghead, 8 febbraio 1927 – York, 18 gennaio 2014) è stato un calciatore inglese, di ruolo attaccante.

## Biografia
Suo padre Frederick è stato a sua volta un calciatore professionista.

## Caratteristiche tecniche
Era un centravanti.

## Carriera
Dopo un passato come minatore e giocatore in vari club dilettantistici, nel 1947, all'età di 20 anni, firma un contratto professionistico con il Newcastle Utd; rimane aggregato alla prima squadra delle Magpies per tre stagioni, giocando di fatto però una sola partita (il 21 gennaio 1950, nel pareggio casalingo per 1-1 dei bianconeri contro il Manchester City nella First Division 1949-1950). Nel settembre del 1950 viene ceduto per 4000 sterline al Lincoln City di Bill Anderson, con cui gioca stabilmente da titolare in terza divisione. Nella stagione 1951-1952, al suo secondo anno in squadra, con 36 reti vince il titolo di capocannoniere del campionato, contribuendo in modo determinante alla promozione in seconda divisione del club. Nelle due stagioni seguenti gioca poi in seconda divisione con i Red Imps, segnando con grande regolarità (40 presenze e 18 reti nella stagione 1952-1953 e 40 presenze e 24 reti nella stagione 1953-1954). Nella stagione 1954-1955, dopo ulteriori 9 reti in 18 presenze, viene ceduto (nel dicembre del 1954) al Leicester City, club di prima divisione, per 27500 sterline (600 delle quali sotto forma di contropartita tecnica, costituita dal giovane Eric Littler), diventando il trasferimento più costoso nella storia delle Foxes. La sua permanenza nel Leicestershire non si rivela però all'altezza delle aspettative, anche a causa della pressione che lo stesso Graver sentiva per via della cifra spesa dal club (aveva infatti accettato il trasferimento con riluttanza, visto anche che all'epoca 30000 sterline era la cifra più alta mai spesa da un qualunque club inglese per un giocatore): nella rimanente parte di stagione gioca infatti solamente 11 partite, durante le quali mette a segno 3 reti, non riuscendo ad evitare la retrocessione del club in seconda divisione.
Nell'estate del 1955 il Lincoln City acquista nuovamente Graver, pagandolo 14000 sterline, rivendendolo però dopo pochi mesi (in cui l'attaccante segna 4 reti in 15 presenze in seconda divisione) per una cifra superiore a quella appena spesa allo Stoke City, altro club di seconda divisione, dove nell'arco di una stagione e mezza Graver mette a segno 12 reti in 37 partite di campionato. Nell'estate del 1958, nonostante un suo ritorno al Lincoln City sembrasse probabile per via dell'accordo trovato tra i club per il suo trasferimento, Graver si trasferisce al Boston Utd, club semiprofessionistico in cui giocava anche suo fratello Alf; dopo una stagione, in cui segna 31 reti, fa però in effetti ritorno per la terza volta in carriera ai Red Imps: in questa sua terza parentesi, trascorsa integralmente in seconda divisione, realizza in totale 33 reti in 89 partite di campionato, arrivando così ad un bilancio totale di 289 presenze e 150 reti fra tutte le competizioni ufficiali con il Lincoln City, di cui diventa il miglior marcatore di sempre (primato di cui era ancora in possesso oltre sessant'anni dopo il suo ritiro). Il suo ritiro vero e proprio avviene poi in effetti tre anni dopo, nel 1964, all'età di 37 anni, dopo un triennio trascorso giocando a livello semiprofessionistico con Skegness Town ed Ilkeston Town.
In carriera ha totalizzato complessivamente 323 presenze e 158 reti nei campionati della Football League.

## Palmarès

### Club

#### Competizioni nazionali
- Third Division North: 1

Lincoln City: 1951-1952

#### Competizioni regionali
- Derbyshire Senior Cup: 1

Ilkeston Town: 1962-1963

### Individuale
- Capocannoniere della Third Division North: 1

1951-1952 (36 reti)